# 鳳凰號 (電影)
《鳳凰號》（英語：Flight of the Phoenix）是一部2004年的美國電影，由約翰·摩爾執導，丹尼斯·奎德、喬瓦尼·瑞比西、泰瑞斯·吉布森、米蘭達·奧圖、休·羅利主演。

## 劇情
這是一部舊瓶新裝的片子，重拍1965年的老片《Flight of the Phoenix》，只是這回飛機墜落的地點從撒哈拉沙漠變成了蒙古戈壁大沙漠。劇情的發展線很簡單，描述一部飛機失事墜落在沙漠裡，陷入與世隔絕的險境，倖存的人必須重新組裝出一台飛機，以便獲得能夠逃離沙漠，回到文明世界。

## 演員
- 丹尼斯·奎德 飾
- 乔瓦尼·瑞比西 飾
- 泰瑞斯·吉布森 飾
- 米蘭達·奧圖 飾
- 休·羅利 飾

## 外部連結
- 開眼電影網上《鳳凰號》的資料（繁體中文）
- 豆瓣电影上《凤鳳劫》的資料 （简体中文）
- 时光网上《凤凰劫》的資料（简体中文）
- AllMovie上《鳳凰號》的资料（英文）
- 爛番茄上《鳳凰號》的資料（英文）
- Box Office Mojo上《鳳凰號》的資料（英文）
- TCM电影资料库上《鳳凰號》的资料（英文）
- Metacritic上《鳳凰號》的資料（英文）
- 互联网电影数据库（IMDb）上《鳳凰號》的资料（英文）